# Cloniocerus constrictus
Cloniocerus constrictus là một loài bọ cánh cứng trong họ Cerambycidae.